# Kap Rodon

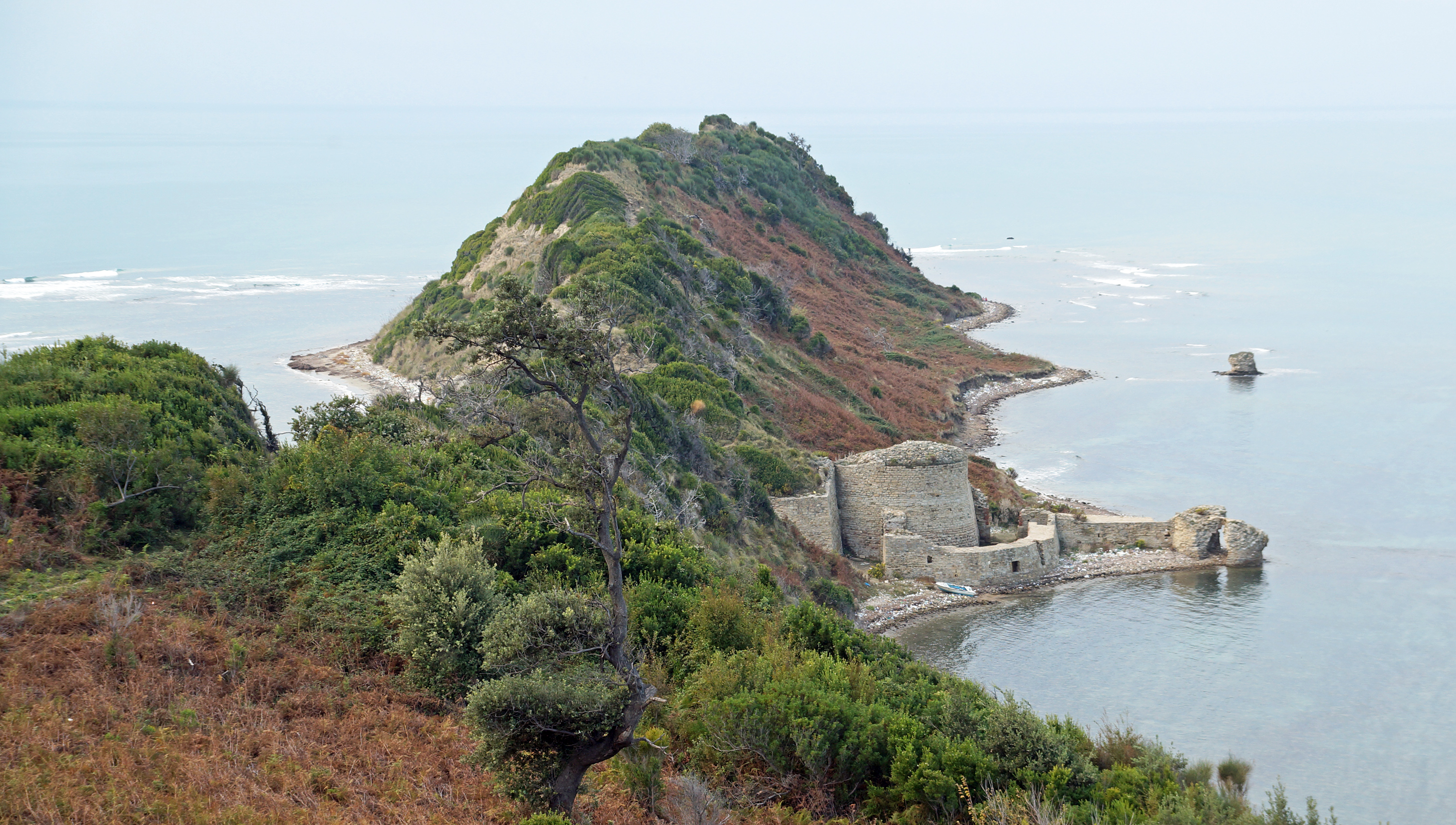
Die Spitze der Halbinsel mit der Festung

Das Kap Rodon (auch Skanderbeg-Kap, albanisch Kepi i Rodonit) ist ein Kap auf einer in die Adria hinauslaufenden, fast zehn Kilometer langen Landspitze in Mittelalbanien. Die Landspitze ist das Ende des Hügelzugs Kodra e Gjatë (lange Hügel), der sich zwischen Durrës und Tirana in nord-südlicher Richtung erstreckt und die Flüsse Erzen und Ishëm trennt. Das Kap liegt zwischen Durrës im Süden und Lezha im Norden. Südlich des Kaps liegt die Bucht Gjiri i Lalzit, östlich davon die Bucht Gjiri i Rodonit. Das Kap Rodon ist zudem der südliche Abschluss des Drin-Golfs.
Der Name Kepi i Rodonit stammt vom illyrischen Gott Redon, dem Gott der Wanderer und Seefahrer.
1417 hatte Skanderbegs Vater Gjon Kastrioti I. am Kap einen Landeplatz für Schiffe aus Ragusa und aus Neapel erstellt. Dort, nur wenige hundert Meter von der Spitze des Kaps entfernt, sind noch heute die Ruinen einer Festung des albanischen Fürsten Skanderbeg zu sehen, die 1467 von den Türken zerstört, später aber von den Veneziern wiederaufgebaut wurde. 

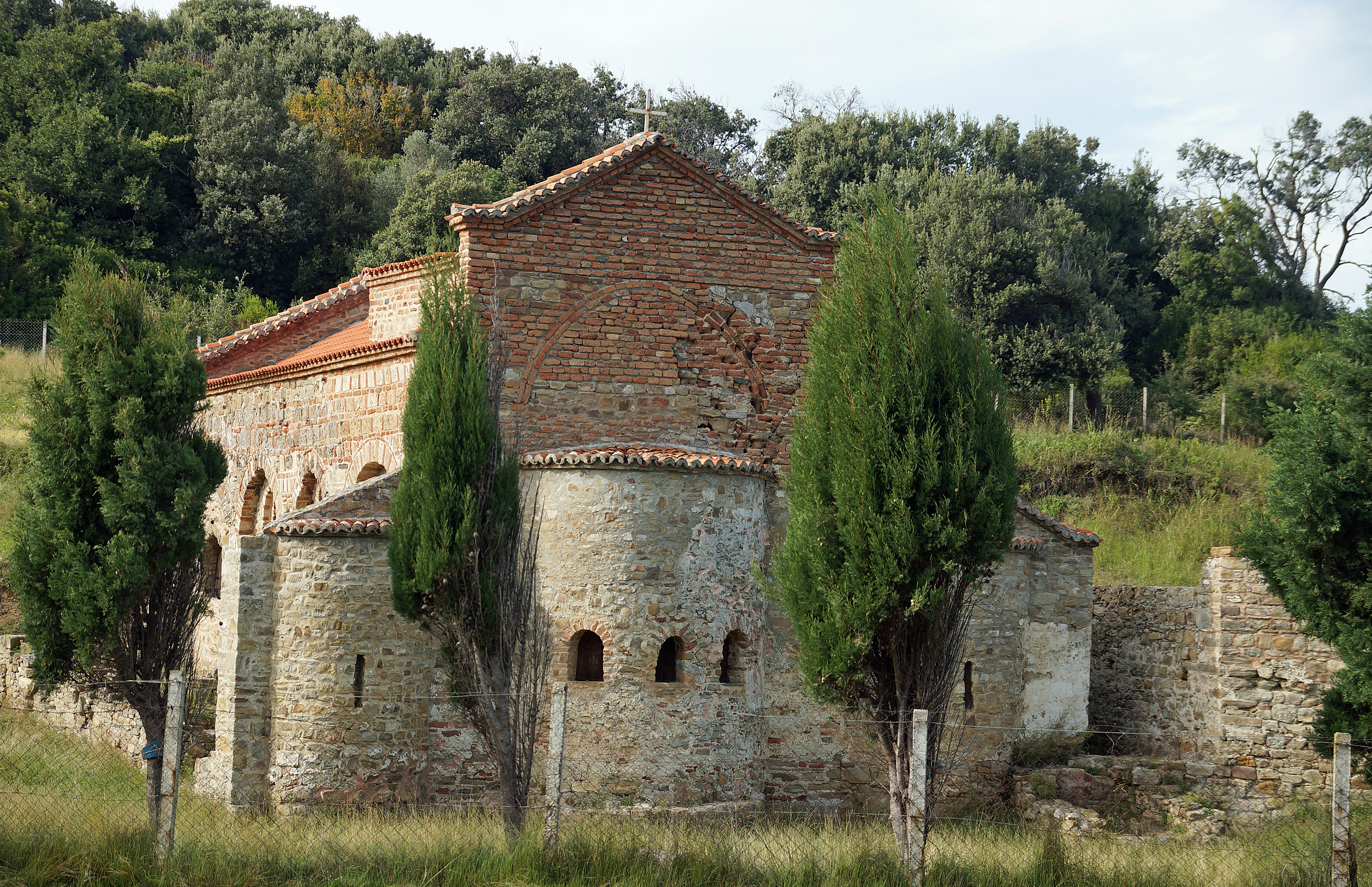
Kirche des Heiligen Antonius

Aus der vorosmanischen Zeit sind drei Kirchen bekannt. Einer dieser Kirchen, die nicht weit entfernt von der Festung lag, war einem Kloster zugehörig, das vermutlich dem Klarissenorden gehörte. Die Kirche geht auf das 12. Jahrhundert zurück und wurde im 15. Jahrhundert im römisch-gotischen Stil umgebaut. Kloster und Kirche gingen später an die Franziskaner (OFM) über und sind heute nach St. Antonius (Shën Antoni respektive Shën Ndoit) benannt. Vom Kloster sind aber nur einige Reste erhalten geblieben.
Bei Restaurierungsarbeiten wurden in der Apsis Fresken entdeckt, die einen Reiter mit Pferd sowie einen Doppeladler zeigen. Es dürfte sich um die älteste überlieferte Abbildung des Wappentiers Albaniens und der Familie Kastrioti handeln. Beim Reiter könnte es sich um Skanderbeg oder um eine weibliche Reiterin handeln. Letztere könnte Skanderbegs Schwester Mamica sein, die als Stifterin des Klosters gilt. 

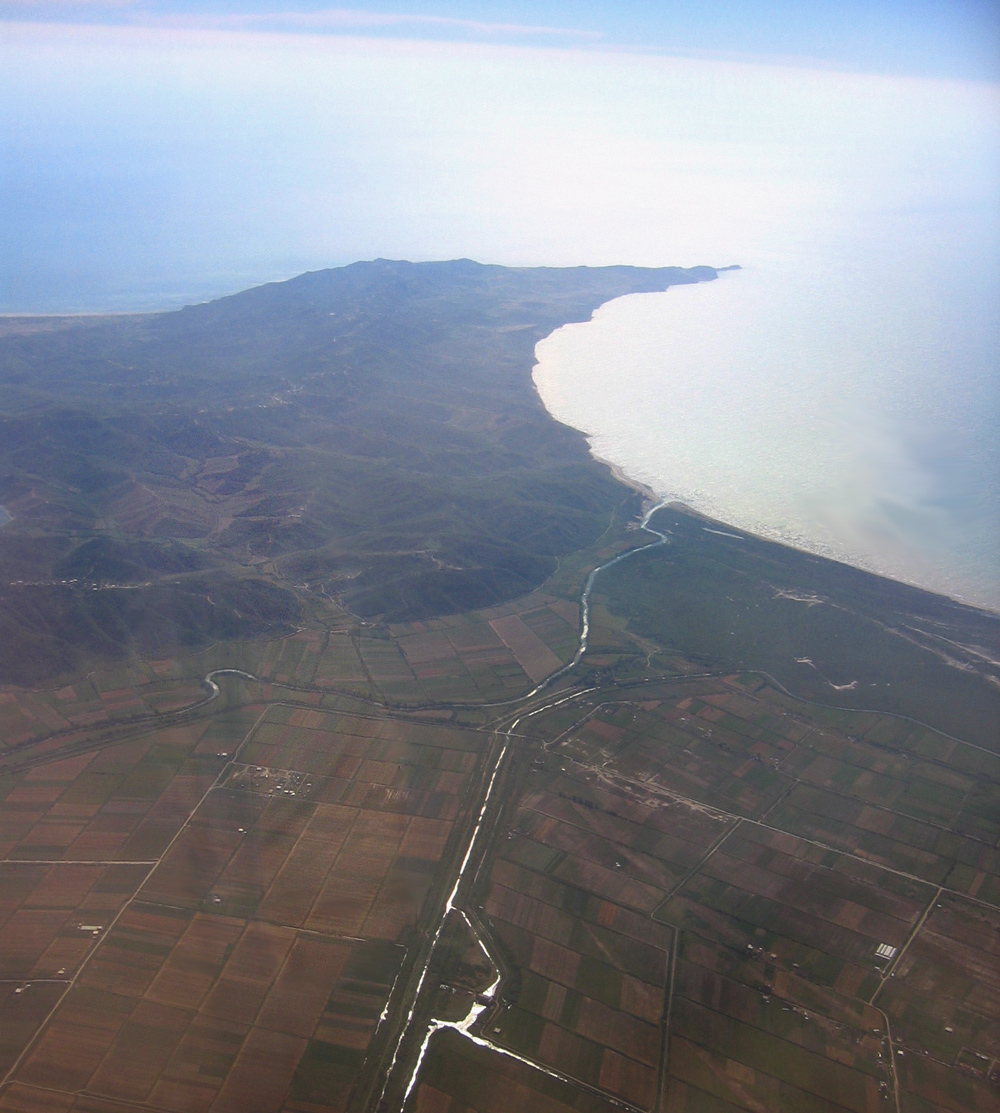
Luftaufnahme der Landspitze mit dem Kap Rodon

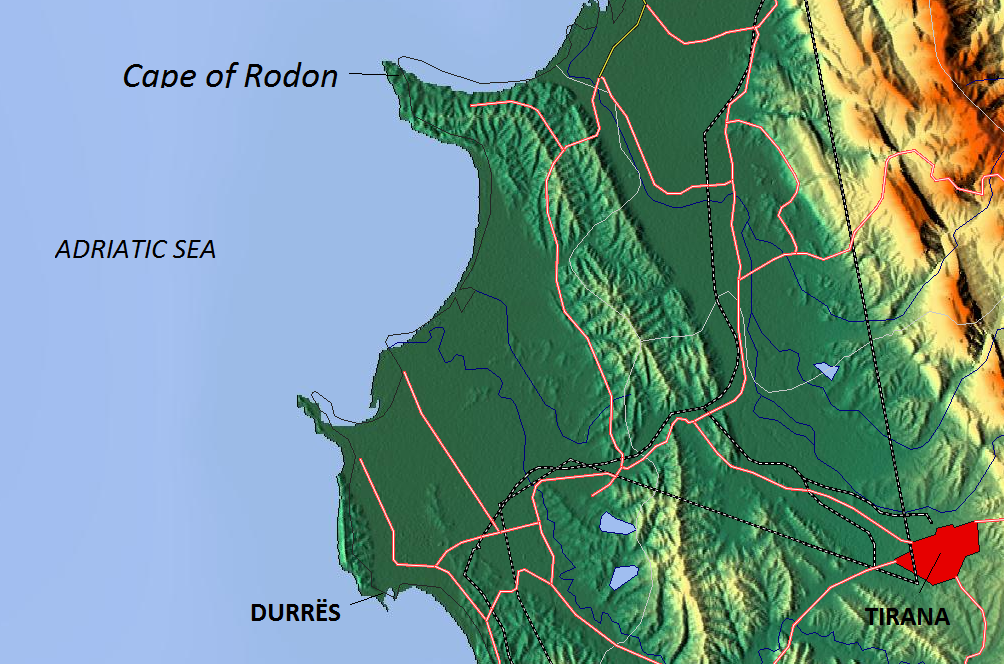
Topographische Karte

Auf der Landzunge liegen die beiden Dörfer Shetaj und Draç. Eine asphaltierte Straße, die sich meist auf dem Grat des Hügelzugs entlangwindet, führt heute bis fast zu den Kulturgütern an der Spitze der Halbinsel.

„Auf den Trümmern der malerischen Ruine nahmen wir ein kleines kaltes Mahl ein und umritten dann im Meeressande die äußerste Spitze des weit hinausreichenden Caps, ein in pittoresker Hinsicht lohnendes Unternehmen; besonders schön und wild sind an der Spitze selbst die ausgewaschenen, an Farben und Formen mannichfaltigen, ziemlich hohen Felsenwände, voll tropfender Grotten, voll kleiner dunkler Verstecke, in denen die Seevögel ihr sicheres, nicht zu erklimmendes Nest bauen; überall glänzen die rothen marmorartigen Adern gleich hängen gebliebener Glut der sengenden Sonnenstrahlen; überall lösen sich bizarre Zacken wie Thürmchen und Baldachine …“

Umweltschützer haben im Sommer 2012 an der Küste ums Kap Hunderte Säcke Müll gesammelt, der mehrheitlich vom Ishëm in den Drin-Golf getragen wurde und sich dann an den Stränden sammelte.